# Betonspritzmaschine

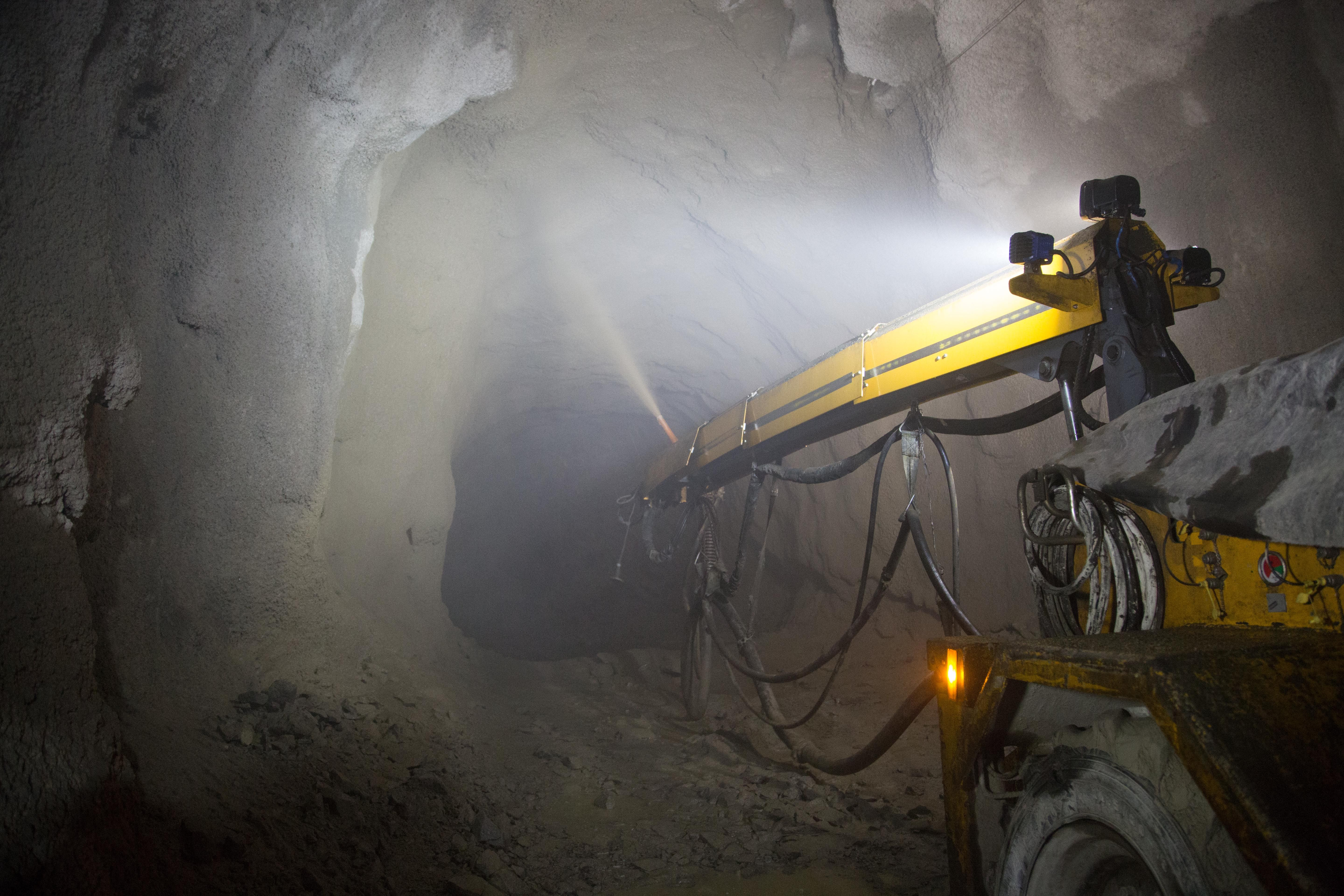
Nassspritzmaschine mit hydraulisch betätigtem Spritzarm (sog. Manipulator) im Einsatz

Eine Betonspritzmaschine ist eine fahrbare oder ortsfest aufgestellte Baumaschine, mit deren Hilfe Beton oder Mörtel gefördert und verspritzt werden kann. Grundsätzlich kann zwischen Trockenspritzmaschinen und Nassspritzmaschinen unterschieden werden. Trockenspritzmaschinen fördern ein Trockengemisch bestehend aus Zement, Gesteinskörnung und Zusätzen mit Hilfe von Druckluft zur Spritzdüse. Bei Nassspritzmaschinen dagegen wird ein mit Zugabewasser versetztes Fertiggemisch mit Druckluft oder mittels Betonpumpe zur Spritzdüse transportiert. Größere Spritzmaschinen sind mit einem hydraulisch betätigtem Spritzarm (sog. Manipulator) ausgestattet. Diese Maschinen werden auch als Spritzmanipulator bezeichnet. 
Das schwäbische Maschinenbauunternehmen Putzmeister begann 1983 mit der Herstellung einer solchen Spritzmaschine. Die überwiegend im Tunnelbau eingesetzte Maschine war seinerzeit die größte ihrer Art und bekam vom Hersteller aufgrund ihres Aussehens den Namen Spritzbüffel. Dieser Name entwickelte sich am Bau zum feststehenden Begriff und wird heute herstellerübergreifend für gleichartige Maschinen verwendet.
Kleinere Betonspritzmaschinen sind in der BGL/EUROLISTE unter der Schlüsselnummer B.9.1 - Beton-Spritzgeräte aufgeführt. Größere Betonspritzmaschinen mit Raupen- oder Radfahrwerk und hydraulisch betätigtem Spritzarm kommen überwiegend im Tunnelbau zum Einsatz und werden daher unter der Schlüsselnummer H.1.7 - Spritzbeton-Manipulatoren für Tunnel- und Stollenbau einsortiert. Kenngröße ist in beiden Fällen die Fördermenge in m³ pro Stunde.

## Gängige Betonspritzmaschinen

### Trockenspritzmaschine mit Dünnstromförderung
Bei Trockenspritzmaschinen kommt ausschließlich die Dünnstromförderung (auch Flugförderung genannt) zur Anwendung. Das Trockengemisch wird bei diesem Förderprinzip mit Druckluft durch einen Förderschlauch zur Spritzdüse transportiert.
Die Zugabe des Trockengemischs erfolgt über den Einfülltrichter. Von dort gelangt es in die elektrisch angetriebene Zuteileinheit. Üblicherweise handelt es sich bei dieser Zuteileinheit um ein Taschenrad oder einen Trommelrotor. Von der Zuteileinheit wird das Trockengemisch unter Druckluftzugabe weiterbefördert.

### Nassspritzmaschine mit Dünnstromförderung
Nassspritzmaschinen, die mit Dünnstromförderung arbeiten, funktionieren ähnlich wie Trockenspritzmaschinen. Das Nassgemisch wird in den Einfülltrichter gegeben und gelangt von dort in einen Trommelrotor. Mittels Druckluftzugabe wird das Nassgemisch dann zur Spritzdüse befördert. Alternativ dazu gibt es auch Druckkammermaschinen, bei denen das Nassgemisch mittels Förderschnecke zum Schlauch transportiert wird und anschließend unter Druckluftzugabe zur Spritzdüse gelangt.

### Nassspritzmaschine mit Dichtstromförderung
Eine Alternative zur Dünnstromförderung stellt die Dichtstromförderung (auch Schubförderung genannt) dar. Maschinen, die mit diesem Förderprinzip arbeiten, stellen im Wesentlichen Betonpumpen dar. Das Nassgemisch wird über einen Einfülltrichter einer Doppelkolbenpumpe, Schneckenförderpumpe oder Rotorschlauchpumpe zugeführt. Die Pumpe drückt das Nassgemisch anschließend gleichmäßig in den Förderschlauch.

### Nassspritzmaschine mit Pfropfenförderung
Eine weitere Bauart stellen Nassspritzmaschinen mit Pfropfenförderung dar. Dabei wird das Nassgemisch über eine Füllöffnung in eine Druckkammer gegeben. Im Inneren der Druckkammer befindet sich ein Dosierstern, der das Nassgemisch portionsweise der Ausblasöffnung zuteilt. Von dort gelangt der Nassgemisch-Pfropfen mittels Druckluftzugabe zur Spritzdüse.

## Hersteller (Auswahl)
- Putzmeister
- Sika
- Schwing Stetter